# 앵귈라
앵귈라(Anguilla)는 서인도 제도에 있는 영국의 해외 영토다. 소앤틸리스 제도의 리워드 제도 북부에 있으며 서쪽에는 푸에르토 리코와 버진 제도가 있고, 바로 남쪽에는 생마르탱이 있다. 수도는 더밸리이다. 또한 공용어는 영어이다.

## 역사
기존에 살던 아라와크족 원주민들이 이 섬의 동굴에서 살고 있었는데, 이후 카리브족이 이들을 쫓아내었다. 1493년 크리스토퍼 콜럼버스가 이 섬을 발견하였다. 전투적이었던 카리브족이 섬을 차지하고 있었기 때문에, 콜럼버스는 섬에 상륙할 수 없었으나 이탈리아 또는 스페인어에서 뱀장어를 의미하는 앵귈라라는 이름을 섬 이름으로 명명하였다. 카리브족은 섬을 ‘마리오하나’로 부르고 있었다.
1632년, 앵귈라는 영국이 관리하게 된다. 1650년 카리브족이 격렬하게 저항하였으나, 결국 축출된다. 1796년, 섬은 프랑스 함대의 공격을 받는다. 1825년 앵귈라는 세인트키츠 섬의 식민지 정부의 관리를 받게 되는데, 앵귈라 식민지 정부는 이를 반대하였다. 그러나 영국과 세인트 키츠 섬의 식민지 정부와의 합의로 결국 관리 하에 놓인다.
1967년 2월, 세인트크리스토퍼 섬(세인트키츠 섬), 네비스 섬과 함께 세인트크리스토퍼 네비스 앵귈라라는 영국의 자치령이 되었다. 그러나 세인트키츠 섬 중심으로 돌아가는 정책에 불만을 갖게 되어 1967년 7월 12일 독립을 선언하고, 1969년 2월 7일 앵귈라 공화국을 선언하였다. 그 해에 세인트크리스토퍼 네비스 앵귈라 자치령 정부의 요청으로 파견된 영국의 무장 경찰에게 무혈 투항하여, 영국의 식민지로 다시 되돌아 온다. 1976년에 다시 앵귈라에 자치권이 부여되었고, 1980년에 세인트키츠 네비스에서 공식적으로 분리되었다.

## 지리
앵귈라는 카리브해에 속한 산호초로 이루어진 평탄한 지형의 섬으로, 서쪽에는 푸에르토리코와 버진 제도가 있고, 바로 북쪽에는 세인트 마틴 섬이 있다. 주위에는 해변이 많이 형성되어 있다. 토양은 일반적으로 얇고 열악하며 관목, 열대 및 삼림 식생을 지원한다. 지형은 일반적으로 저지대이며, 가장 높은 지형은 계곡 부근에 위치해 있으며, 240피트(73m)의 앵귈라 최고봉 크로커스 언덕은 도시의 서쪽 지역에 위치해 있다. 앵귈라에서 북쪽 48km에 있는 솜브레로 섬은 앵귈라에 속하는 영국령이다.
앵귈라는 생태학적으로 중요한 산호초와 해변으로 유명하다. 앵귈라 섬 자체 외에도 많은 다른 암초들과 동굴들을 포함하고 있으며, 대부분 작고 사람이 살지 않는다.
- 앵귈리타
- 블로잉 락
- 도그 아일랜드
- 리틀 스크럽 아일랜드
- 선인장 케이
- 스크럽 아일랜드
- 씰 아일랜드
- 솜브레로, 모자 섬으로도 알려져 있음
- 샌디 아일랜드

## 지질학
앵귈라는 화산섬이며 기후 변화로 인해 점점 물에 잠기고 있다.
|  |  |

### 기후

#### 온도
북동쪽 무역풍이 앵귈라를 비교적 시원하고 건조하게 유지시켜준다. 연평균 기온은 27°C(80°F)이다. 7월부터 10월까지가 가장 더운 시기이며, 12월에서 2월까지가 가장 시원하다.

#### 강수량
평균 강우량은 연간 35 인치 (890 mm)이다. 계절과 매 해에 따라 약간의 차이가 있다. 이 섬은 7월부터 11월까지 발생하는 갑작스러운 열대 폭풍과 허리케인의 영향을 받는다. 이 섬은 1995년 허리케인 루이스에 의해 피해를 입었고, 허리케인 레니로 인해 5 to 20 피트 (1.5 to 6 미터)의 심각한 홍수를 겪은 바 있다.

## 정치

### 정치체제
앵귈라는 영국의 자치령이자 영국의 해외 영토이다. 앵귈라의 정치는 총리가 정부 수반이자 다당제인 의회제 간접 민주제 속령의 틀에서 일어난다..
유엔 탈식민지 위원회는 유엔의 비자치령 목록에 앵귈라를 포함하고 있다. 앵귈라의 헌법은 1982년 4월 1일(1990년 개정) 제정된 앵귈라 헌정 질서이다. 행정권은 정부에 의해 행사되며, 입법권은 정부와 입법부 모두에 부여된다. 사법부는 행정부와 입법부로부터 독립되어 있다.

### 국방력
영국의 종속국으로서 영국은 앵귈라의 군사 방어를 책임지고 있다. 허나 실제로 수비대나 현역 병력들은 섬에 주둔하지 않는다. 앵귈라에는 32명의 인원으로 구성된 소규모 해양경찰이 있으며, VT 할매틱스 M160급 52피트 고속 경비정 1척을 운용하고 있다. 섬에서의 치안 유지는 왕립 앵귈라 경찰대가 도맡는다.

## 역사
기존에 살던 아라와크족 원주민들이 이 섬의 동굴에서 살고 있었는데, 이후 카리브족이 이들을 쫓아내었다. 1493년 크리스토퍼 콜럼버스가 이 섬을 발견하였다. 전투적이었던 카리브족이 섬을 차지하고 있었기 때문에, 콜럼버스는 섬에 상륙할 수 없었으나 이탈리아어에서 뱀장어를 의미하는 앵귈라라는 이름을 섬 이름으로 명명하였다. 카리브족은 섬을 ‘마리오하나’로 부르고 있었다.
1632년, 앵귈라는 영국이 관리하게 된다. 1650년 카리브족이 격렬하게 저항하였으나, 결국 축출된다. 1796년, 섬은 프랑스 함대의 공격을 받는다. 1825년 앵귈라는 세인트키츠 섬의 식민지 정부의 관리를 받게 되는데, 앵귈라 식민지 정부는 이를 반대하였다. 그러나 영국과 세인트 키츠 섬의 식민지 정부와의 합의로 결국 관리 하에 놓인다.
1967년 2월, 세인트크리스토퍼 섬(세인트키츠 섬), 네비스 섬과 함께 세인트크리스토퍼 네비스 앵귈라라는 영국의 자치령이 되었다. 그러나 세인트키츠 섬 중심으로 돌아가는 정책에 불만을 갖게 되어 1967년 7월 12일 독립을 선언하고, 1969년 2월 7일 앵귈라 공화국을 선언하였다. 그 해에 세인트크리스토퍼 네비스 앵귈라 자치령 정부의 요청으로 파견된 영국의 무장 경찰에게 무혈 투항하여, 영국의 식민지로 다시 되돌아 온다. 1976년에 다시 앵귈라에 자치권이 부여되었고, 1980년에 세인트키츠 네비스에서 공식적으로 분리되었다.

## 지리
앵귈라는 카리브해에 속한 산호초로 이루어진 평탄한 지형의 섬으로, 동쪽에는 푸에르토 리코와 버진 제도가 있고, 바로 북쪽에는 생마르탱이 있다. 주위에는 해변이 많이 형성되어 있다. 토양은 일반적으로 얇고 열악하며 관목, 열대 및 삼림 식생을 지원한다. 지형은 일반적으로 저지대이며, 가장 높은 지형은 계곡 부근에 위치해 있으며, 240피트(73m)의 앵귈라 최고봉 크로커스 언덕은 도시의 서쪽 지역에 위치해 있다. 앵귈라에서 북쪽 48km에 있는 솜브레로 섬은 앵귈라에 속하는 영국령이다.
앵귈라는 생태학적으로 중요한 산호초와 해변으로 유명하다. 앵귈라 섬 자체 외에도 많은 다른 암초들과 동굴들을 포함하고 있으며, 대부분 작고 사람이 살지 않는다.
- 앵귈리타
- 블로잉 락
- 도그 아일랜드
- 리틀 스크럽 아일랜드
- 선인장 케이
- 스크럽 아일랜드
- 씰 아일랜드
- 솜브레로, 모자 섬으로도 알려져 있음
- 샌디 아일랜드

## 지질학
앵귈라는 화산섬이며 기후 변화로 인해 점점 물에 잠기고 있다.
|  |  |

### 기후

#### 온도
북동쪽 무역풍이 앵귈라를 비교적 시원하고 건조하게 유지시켜준다. 연평균 기온은 27°C(80°F)이다. 7월부터 10월까지가 가장 더운 시기이며, 12월에서 2월까지가 가장 시원하다.

#### 강수량
평균 강우량은 연간 35 인치 (890 mm)이다. 계절과 매 해에 따라 약간의 차이가 있다. 이 섬은 7월부터 11월까지 발생하는 갑작스러운 열대 폭풍과 허리케인의 영향을 받는다. 이 섬은 1995년 허리케인 루이스에 의해 피해를 입었고, 허리케인 레니로 인해 5 to 20 피트 (1.5 to 6 미터)의 심각한 홍수를 겪은 바 있다.

## 정치

### 정치체제
앵귈라는 영국의 자치령이자 영국의 해외 영토이다. 앵귈라의 정치는 수상이 정부의 대표이고 다양한 다당제를 채택함으로써 민주적인 의회 제도로 이루어지는 정치이다.
유엔 탈식민지 위원회는 유엔의 비자치령 목록에 앵귈라를 포함하고 있다. 앵귈라의 헌법은 1982년 4월 1일(1990년 개정) 제정된 앵귈라 헌정 질서이다. 행정권은 정부에 의해 행사되며, 입법권은 정부와 입법부 모두에 부여된다. 사법부는 행정부와 입법부로부터 독립되어 있다.

### 국방력
영국의 종속국으로서 영국은 앵귈라의 군사 방어를 책임지고 있다. 허나 실제로 수비대나 현역 병력들은 섬에 주둔하지 않는다. 앵귈라에는 32명의 인원으로 구성된 소규모 해양경찰대가 있으며, VT 할마틱 M160 클래스 고속 경비정 1척을 운용하고 있다. 섬에서의 치안 유지는 왕립 앵귈라 경찰대의 책임이다.

## 경제
면화를 재배한다. 수출의 대부분은 랍스터가 차지하고 있으며, 관광 산업도 큰 비중을 차지하고 있다.
최근 앵귈라는 ".ai" 국가 코드 최상위 도메인으로 인한 경제 성장을 경험하고 있다. 전 세계적인 인공지능 기술 발전에 따라, 국제통화기금(IMF)에 따르면 2023년까지 ".ai" 도메인 등록 수는 35만 건을 넘었으며, 이는 약 3,200만 달러의 수익을 창출하여 앵귈라 정부의 2024년 연간 총수입의 20%를 차지한다. 이러한 수익은 인프라 건설, 기술 혁신 발전, 그리고 재생 가능 에너지 프로젝트를 추진하는 데 사용되고 있다.

## 교통
섬에 월 브레이크 공항이 있다. 세인트 마틴 섬에서 페리로 약 20분 정도 거리에 위치해 있다.

## 인구와 주민
아프리카계 흑인이 대부분을 차지하고, 백인과의 혼혈인 물라토도 있다. 공용어는 영어이고, 종교는 개신교가 대부분이다.